# تشارلز مكدونالد
تشارلز مكدونالد (بالإنجليزية: Charles McDonald)‏ هو سياسي أيرلندي، ولد في 11 يونيو 1935 بمقاطعة ليش في جمهورية أيرلندا. حزبياً، نشط في فاين جايل.

## مناصب
- انتخب رئيس مجلس الشيوخ [الإنجليزية]‏ (8 أكتوبر 1981 – 13 مايو 1982).
- انتخب عضو مجلس الشيوخ من أيرلندا عن دائرة القائمة الزراعية [الإنجليزية]‏ وقد انضم خلال فترته النيابية ‏ (14 ديسمبر 1961 – 28 أبريل 1965)  للكتلة البرلمانية فاين جايل.
- انتخب عضو مجلس الشيوخ من أيرلندا عن دائرة القائمة الزراعية [الإنجليزية]‏ وقد انضم خلال فترته النيابية ‏ (23 يونيو 1965 – 24 يوليو 1969)  للكتلة البرلمانية فاين جايل.
- انتخب عضو مجلس الشيوخ من أيرلندا عن دائرة القائمة الزراعية [الإنجليزية]‏ وقد انضم خلال فترته النيابية ‏ (5 نوفمبر 1969 – 28 فبراير 1973)  للكتلة البرلمانية فاين جايل.
- انتخب عضو مجلس الشيوخ من أيرلندا عن دائرة القائمة الزراعية [الإنجليزية]‏ وقد انضم خلال فترته النيابية ‏ (27 أكتوبر 1977 – 16 يوليو 1981)  للكتلة البرلمانية فاين جايل.
- انتخب عضو مجلس الشيوخ من أيرلندا عن دائرة القائمة الزراعية [الإنجليزية]‏ وقد انضم خلال فترته النيابية ‏ (8 أكتوبر 1981 – 16 أبريل 1982)  للكتلة البرلمانية فاين جايل.
- انتخب عضو مجلس الشيوخ من أيرلندا عن دائرة القائمة الزراعية [الإنجليزية]‏ وقد انضم خلال فترته النيابية ‏ (13 مايو 1982 – 21 ديسمبر 1982)  للكتلة البرلمانية فاين جايل.
- انتخب عضو مجلس الشيوخ من أيرلندا عن دائرة القائمة الزراعية [الإنجليزية]‏ وقد انضم خلال فترته النيابية ‏ (23 فبراير 1983 – 3 أبريل 1987)  للكتلة البرلمانية فاين جايل.
- انتخب عضو مجلس الشيوخ من أيرلندا عن دائرة القائمة الزراعية [الإنجليزية]‏ وقد انضم خلال فترته النيابية ‏ (25 أبريل 1987 – 5 يوليو 1989)  للكتلة البرلمانية فاين جايل.
- انتخب عضو مجلس الشيوخ من أيرلندا عن دائرة القائمة الزراعية [الإنجليزية]‏ وقد انضم خلال فترته النيابية ‏ (1 أكتوبر 1989 – 17 ديسمبر 1992)  للكتلة البرلمانية فاين جايل.
- في الانتاخابات العمومية الإيرلندية 1973 [الإنجليزية]‏، انتخب نائب دييل عن دائرة ليش أوفالي [الإنجليزية]‏ وقد انضم خلال فترته النيابية ‏ (14 مارس 1973 – 25 مايو 1977)  للكتلة البرلمانية فاين جايل.
- انتخب عضو في البرلمان الأوروبي.